# Vielfleckmaulbrüter
Der Vielfleckmaulbrüter (Nimbochromis polystigma, Syn.: Haplochromis polystigma) ist ein im Malawisee endemisch lebender und dort weit verbreiteter Buntbarsch. Das Artepitheton „polystigma“ setzt sich zusammen aus „poly“, griechisch für viele und „stigma“, griechisch für Punkt, Fleck.

## Merkmale
Nimbochromis polystigma erreicht eine Maximallänge von 23 cm (Weibchen bleiben kleiner) und gehört damit zu den größeren Vertretern seiner Gattung. Weibchen und Jungfische bis zu einer Länge von 12 cm sind braungelb bis hellbraun und besitzen an den Körperseiten braune unregelmäßige Flecken und dazwischen dunkelbraune Punkte. Auch die Flossen zeigen ein Punktmuster. Die Fleckenzeichnung kann umweltbedingt völlig verschwinden. Die Körperseiten haben dann ein Netzmuster. Bei geschlechtsreifen, balzenden Männchen ist der untere Kopfbereich gelb bis kupferrot, der Vorderkörper etwa bis zur Mitte der Rückenflosse und die obere Körperhälfte glänzend bläulich, der übrige Körper ist olivgrün mit bläulichem Schimmer. Das Maul ist endständig und steht schräg. Der Unterkiefer steht vor.
- Flossenformel: Dorsale XV–XVII/9–12, Anale III–IV/9–11.
- Schuppenformel: mLR 32–34.

## Lebensweise
Der Vielfleckmaulbrüter kommt vor allem in Bereichen mit abwechselnd sandigen Böden, Felshabitaten und in mit Vallisneria und Potamogeton bewachsenen Pflanzenbeständen vor. Er ernährt sich vor allem von Fisch und jagt paarweise oder in Gruppen von 20 bis 50 Tieren. Einzeln jagende Exemplare legen sich bewegungslos auf den Boden und nutzen ihre Tarnfärbung. Wie fast alle Malawiseebuntbarsche ist der Vielfleckmaulbrüter ein Maulbrüter. Die Weibchen nehmen die Eier und die bis zu 100 Jungfische ins Maul. Die Männchen sind polygam.